# The Journal of Urology
The Journal of Urology, abgekürzt J. Urol., ist eine wissenschaftliche Fachzeitschrift, die vom Elsevier-Verlag veröffentlicht wird. Die Zeitschrift ist das offizielle Publikationsorgan der American Urological Association. Sie erscheint mit 12 Ausgaben im Jahr. Es werden Arbeiten veröffentlicht, die sich mit allen Aspekten der Urologie beschäftigen.
Der Impact Factor lag im Jahr 2014 bei 4,471. Nach der Statistik des ISI Web of Knowledge wird das Journal mit diesem Impact Factor in der Kategorie Urologie und Nephrologie an neunter Stelle von 76 Zeitschriften geführt.